# Aaron Nola

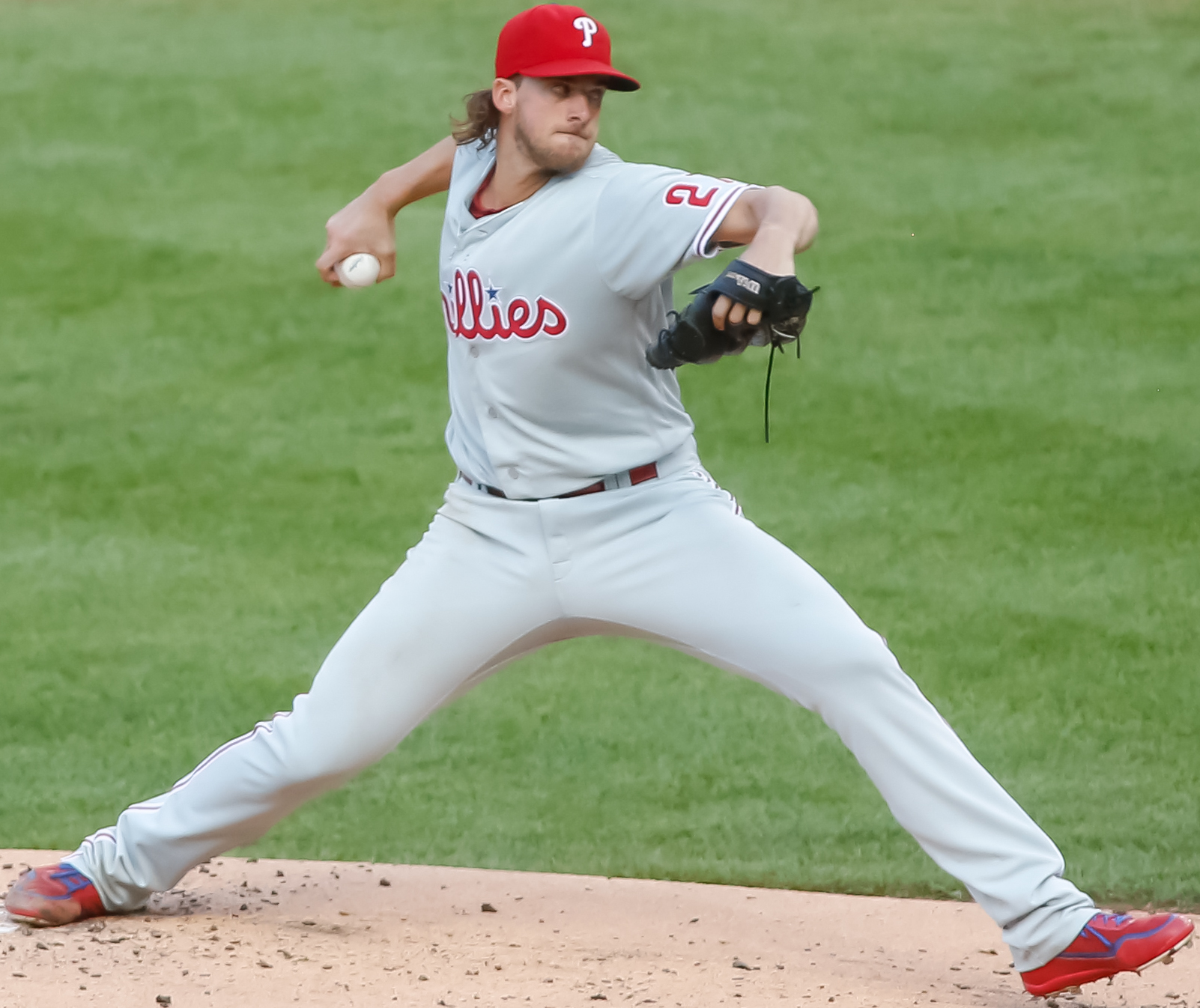
Aaron Nola i Philadelphia Phillies dräkt 2020.

Aaron Michael Nola, född den 4 juni 1993 i Baton Rouge i Louisiana, är en amerikansk professionell basebollspelare som spelar för Philadelphia Phillies i Major League Baseball (MLB). Nola är högerhänt pitcher.
Nola draftades av Toronto Blue Jays 2011 som 679:e spelare totalt, men inget kontrakt upprättades mellan parterna. Han började i stället studera vid Louisiana State University och spelade för deras idrottsförening LSU Tigers. Han gick åter i 2014 års draft och valdes då av Philadelphia Phillies som sjunde spelare totalt. Han debuterade i MLB den 21 juli 2015.
Nola har tagits ut till MLB:s all star-match en gång. Den 25 juni 2021 tangerade han Tom Seavers 51 år gamla rekord på tio raka strikeouts under en och samma match.